# Hou Zhihui
Hou Zhihui (en chino: 侯志慧; Guiyang, 18 de marzo de 1997) es una deportista china que compite en halterofilia.
Participó en dos Juegos Olímpicos de Verano, obteniendo dos medallas de oro, en Tokio 2020 y París 2024, en la categoría de 49 kg. Ganó cuatro medallas en el Campeonato Mundial de Halterofilia entre los años 2018 y 2023.
En abril de 2024 estableció una nueva plusmarca mundial en arrancada de la categoría de 49 kg (97 kg).

## Palmarés internacional
| Juegos Olímpicos   | Juegos Olímpicos       | Juegos Olímpicos  | Juegos Olímpicos |
| Año                | Lugar                  | Medalla           | Categoría        |
| ------------------ | ---------------------- | ----------------- | ---------------- |
| 2020               | Tokio (Japón)          | Medalla de oro    | 49 kg            |
| 2024               | París (Francia)        | Medalla de oro    | 49 kg            |
| Campeonato Mundial |                        |                   |                  |
| Año                | Lugar                  | Medalla           | Categoría        |
| 2018               | Asjabad (Turkmenistán) | Medalla de plata  | 49 kg            |
| 2019               | Pattaya (Tailandia)    | Medalla de plata  | 49 kg            |
| 2022               | Bogotá (Colombia)      | Medalla de bronce | 49 kg            |
| 2023               | Riad (Arabia Saudita)  | Medalla de plata  | 49 kg            |